# Liste der Pfarren im Dekanat Hainburg
Das Dekanat Hainburg ist ein Dekanat im Vikariat unter dem Wienerwald der römisch-katholischen Erzdiözese Wien.

## Pfarren mit Kirchengebäuden und Kapellen
| Pfarre                | Pfarrverband        | Ink.                                      | Seit           | Patrozinium                                              | Kirchengebäude und Kapellen |                                   |
| --------------------- | ------------------- | ----------------------------------------- | -------------- | -------------------------------------------------------- | --- | --------------------------------- |
| Bad Deutsch-Altenburg |                     |                                           | 1050, neu 1725 | Maria Assumpta                                           | Pfarrkirche Bad Deutsch-Altenburg Kapelle Hl. Elisabeth | Pfarrkirche Bad Deutsch-Altenburg |
| Berg                  |                     |                                           | 1783           | St. Anna                                                 | Pfarrkirche Berg (Niederösterreich) Kapelle Maria Hilf | Pfarrkirche Berg                  |
| Deutsch-Haslau        |                     |                                           | 1783           | Allerheiligste Dreifaltigkeit                            | Pfarrkirche Deutsch-Haslau | Pfarrkirche Deutsch-Haslau        |
| Hainburg an der Donau |                     |                                           | 1050           | St. Philipp und Jakob                                    | Pfarrkirche Hainburg an der Donau Teilgemeinde Erlöserkirche, Kapelle im Landespensionisten- und -pflegeheim Hainburg, Kapelle des Vereins Mysterium Christi zur Förderung der Ökumene und Jugendseelsorge | Pfarrkirche Hainburg              |
| Hundsheim             |                     |                                           | 1792           | Allerheiligste Dreifaltigkeit                            | Pfarrkirche Hundsheim | Pfarrkirche Hundsheim             |
| Maria Ellend          | Donauauen-Carnuntum | Missionare von der Heiligen Familie (MSF) | 1659           | Unsere Liebe Frau vom hl. Rosenkranz                     | Pfarr- und Wallfahrtskirche Maria Ellend Filialkirche Haslau an der Donau | Pfarrkirche Maria Ellend          |
| Petronell-Carnuntum   | Donauauen-Carnuntum |                                           | um 1100        | St. Petronilla                                           | Pfarrkirche Petronell-Carnuntum | Pfarrkirche Petronell-Carnuntum   |
| Prellenkirchen        |                     |                                           | um 1100        | Hl. Geist                                                | Pfarrkirche Prellenkirchen Filialkirche Schönaubrunn | Pfarrkirche Prellenkirchen        |
| Regelsbrunn           | Donauauen-Carnuntum |                                           | 1783           | St. Jakob der Ältere                                     | Pfarrkirche Regelsbrunn Filialkirche Wildungsmauer | Pfarrkirche Regelsbrunn           |
| Scharndorf            | Donauauen-Carnuntum |                                           | 1755           | St. Margareta                                            | Pfarrkirche Scharndorf | Pfarrkirche Scharndorf            |
| Wolfsthal             |                     |                                           | 1783           | Maria Mutter der Barmherzigkeit und St. Jakob der Ältere | Pfarrkirche Wolfsthal | Pfarrkirche Wolfsthal             |

## Dekanat Hainburg
Es umfasst 11 Pfarren. Pavel Balint ist Dechant und Pfarrer von Bad Deutsch-Altenburg und Hundsheim.
Diözesaner Entwicklungsprozess
Am 29. November 2015 wurden für alle Pfarren der Erzdiözese Wien Entwicklungsräume definiert. Die Pfarren sollen in den Entwicklungsräumen stärker zusammenarbeiten, Pfarrverbände oder Seelsorgeräume bilden. Am Ende des Prozesses sollen aus den Entwicklungsräumen neue Pfarren entstehen. Im Dekanat Hainburg wurden folgende Entwicklungsräume festgelegt:
- Bad Deutsch-Altenburg, Berg, Deutsch-Haslau, Hainburg an der Donau, Hundsheim, Prellenkirchen und Wolfsthal
  - Subeinheit 1: Berg, Hainburg an der Donau und Wolfsthal
  - Subeinheit 2: Bad Deutsch-Altenburg, Deutsch-Haslau, Hundsheim und Prellenkirchen
- Maria-Ellend, Petronell-Carnuntum, Regelsbrunn und Scharndorf

## Dechanten
- seit ? Pavel Balint, Pfarrer in Bad Deutsch-Altenburg